# Пономарьов Віталій Юрійович
Віталій Юрійович Пономарьов (нар. 7 грудня 1973) — український арбітр та футбольний тренер.

## Біографія
Віталій Пономарьов народився 7 грудня 1973 року. Виступав як футболіст на професіональному рівні у Третій лізі України у 1994 році за ЛАЗ (Львів), провівши там 5 матчів і забивши 1 гол.
У 2002—2010 роках Пономарьов обіймав посаду лайнсмена. У статусі асистента арбітра УПЛ провів 2006-2010-го років 61 матч, а в Першій лізі — 32 матчі. Асистентами арбітрами ФІФА наразі було лише троє представників Львова — Віталій Пономарьов, Роман Зань і Ярослав Лемех. Працював на матчах єврокубків у суддівській бригаді на чолі з Андрієм Шандором.
Після закінчення кар'єри судді почав працювати в СДЮШОР «Карпати», працював з командою 2004 року народження. 2016 року очолив аматорський футбольний клуб «Миколаїв» з Львівської області. В 2017 році разом з клубом став переможцем чемпіонату області, та став фіналістом кубка області, окрім того, виборов суперкубок Львівської області. У 2018 році став бронзовим призером чемпіонату області, та фіналістом кубка області. У 2019 році, виборов срібло чемпіонату області, та став переможцем кубка області.
У 2018 році став тренером збірної Львівської області, яка здебільшого складалась із гравців «Миколаєва». Виграв Кубок України серед регіонів, що дозволило команді взяти участь у міжнародному Кубку регіонів УЄФА, де львів'яни посіли друге місце в своїй групі.
Влітку 2020 року очолив юнацьку команду «Рух» U-19, в сезоні 2020/21 серед юнаків, команда посіла 4 місце., а у наступному сезоні 2021/22 юнаки «Руха», стали чемпіонами України своєї вікової категорії. Після цього Пономарьов паралельно з роботою з юнаками увійшов у тренерський штаб Леонід Кучука в основній команді
В сезоні 2022/23 Юнацької ліги УЄФА, команда під керівництвом Віталія Пономарьова дійшла до 1/8 фіналу, здолавши польський «Заґлємбе», турецький «Галатасарай» та італійський «Інтер» і поступилась італійському «Мілану» (1:0).
22 березня 2023 року керівництво Руху оголосило, про призначення Пономарьова новим головним тренером команди.

## Досягнення
- ФК «Миколаїв»
Чемпіонат Львівської області:
 2017
 2019, 2020
 2018
Кубок Львівської області:
 2019
 2017, 2018
Суперкубок Львівської області:
 2017
- Збірна Львівської області:
Чемпіонат України серед регіонів
 2018
- Рух (Львів) U-19
Чемпіонат України U-19
 2021/22